# Nelson Abeijón
Nelson Javier Abeijón Pessi (Montevideo, 21 luglio 1973) è un allenatore di calcio ed ex calciatore uruguaiano, di ruolo centrocampista.

## Caratteristiche tecniche
Giocava come mediano.

## Carriera

### Club

#### Gli inizi e l'arrivo in Europa
Nativo di Montevideo, cresce nelle giovanili del Nacional, con il quale esordisce nella Primera División del campionato di calcio uruguaiano nel 1994: dopo tre stagioni, nelle quali ha siglato nove reti in 81 gare, si trasferisce in Spagna, al Racing Santander. L'esperienza in terra iberica è corta e, dopo appena un anno, lascia la formazione spagnola nella quale ha giocato 30 partite segnando due reti, passando nell'estate del 1998 al Cagliari, militante in Serie A.

#### La carriera in Italia
Nelle prime due stagioni scende raramente in campo, relegato al ruolo di riserva dietro i titolari Daniele Berretta e Tiziano De Patre, giocando solo sette partite nel 1998-1999 e sei gare nell'annata successiva, che vide i sardi retrocedere in Serie B. Nella serie cadetta l'uruguaiano trova molto più spazio, e nei tre anni seguenti colleziona 71 presenze e tre gol. Nell'estate del 2003, in aperto contrasto con l'allora allenatore del Cagliari Gian Piero Ventura, è mandato in prestito al Como: realizzò in azzurro una rete (su rigore) in 10 partite. Nel gennaio 2004 torna in Sardegna, dove nel frattempo è cambiato l'allenatore (a Ventura subentrò infatti Edoardo Reja): Abeijón riprende il suo posto da titolare e contribuisce alla promozione in massima serie dei sardi, che raggiungono il secondo posto finale, e si guadagna il soprannome di Guerriero.
Giocò con il Cagliari due stagioni da titolare in massima serie, disputando 58 partite e mettendo a segno sei reti: nell'estate del 2006 il suo contratto non fu rinnovato dalla società sarda. L'uruguiano approdò allora all'Atalanta, nella quale ha però marcato solo cinque presenze nell'unica stagione disputata.

#### Il ritorno in patria e il ritiro
Dopo un breve periodo di inattività, nell'aprile 2008 firmò un contratto per il River Plate Montevideo, dove rimane fino all'agosto del 2009, disputando solo dieci partite, prima di ritirarsi definitivamente dal calcio giocato a 36 anni. Nel febbraio 2011 annuncia che sta frequentando il corso per prendere il patentino da allenatore.

### Nazionale
Abeijón esordì in Nazionale il 19 ottobre 1994, a Lima, contro il Perù nella Coppa Parra del Riego, vincendo per 0-1. Titolare per buona parte delle amichevoli del 1995, fu convocato per la Copa América 1995 dove giocò 3 gare, sempre da subentrato, compresa la semifinale contro la Colombia: gli uruguagi vinsero poi la competizione battendo in finale il Brasile ai tiri di rigore.
Convocato stabilmente negli anni successivi, partecipò anche a diverse gare di qualificazione al Campionato mondiale di calcio 1998 e anche alla Copa América 1997, dove disputò solo due partite prima dell'eliminazione della squadra dalla competizione. Dopo questa competizione non fu più convocato fino al 2003: disputò l'ultima partita con l'Uruguay il 19 novembre 2003 contro il Brasile, gara valida per la qualificazione ai Mondiali del 2006 pareggiata per 3-3. In totale con la Celeste ha disputato 23 gare ufficiali siglando due reti.

## Statistiche

### Presenze e reti nei club
| Stagione           | Squadra            | Campionato         | Campionato | Campionato | Coppe nazionali | Coppe nazionali | Coppe nazionali | Coppe continentali | Coppe continentali | Coppe continentali | Altre coppe | Altre coppe | Altre coppe | Totale | Totale |
| Stagione           | Squadra            | Comp               | Pres       | Reti       | Comp            | Pres            | Reti            | Comp               | Pres               | Reti               | Comp        | Pres        | Reti        | Pres   | Reti   |
| ------------------ | ------------------ | ------------------ | ---------- | ---------- | --------------- | --------------- | --------------- | ------------------ | ------------------ | ------------------ | ----------- | ----------- | ----------- | ------ | ------ |
| 1995               | Nacional           | PD                 | 32         | 2          | -               | -               | -               | -                  | -                  | -                  | -           | -           | -           | 32     | 2      |
| 1996               | Nacional           | PD                 | 25         | 5          | -               | -               | -               | -                  | -                  | -                  | -           | -           | -           | 25     | 5      |
| 1997               | Nacional           | PD                 | 24         | 2          | -               | -               | -               | -                  | -                  | -                  | -           | -           | -           | 24     | 2      |
| Totale Nacional    | Totale Nacional    | Totale Nacional    | 81         | 9          |                 | -               | -               |                    | -                  | -                  |             | -           | -           | 81     | 9      |
| 1997-1998          | Racing Santander   | PD                 | 30         | 2          | CdR             | ?               | ?               | -                  | -                  | -                  | -           | -           | -           | 30     | 2      |
| 1998-1999          | Cagliari           | A                  | 7          | 0          | CI              | 0               | 0               | -                  | -                  | -                  | -           | -           | -           | 7      | 0      |
| 1999-2000          | Cagliari           | A                  | 6          | 0          | CI              | ?               | ?               | -                  | -                  | -                  | -           | -           | -           | 6      | 0      |
| 2000-2001          | Cagliari           | B                  | 19         | 0          | CI              | ?               | ?               | -                  | -                  | -                  | -           | -           | -           | 19     | 0      |
| 2001-2002          | Cagliari           | B                  | 26         | 2          | CI              | ?               | ?               | -                  | -                  | -                  | -           | -           | -           | 26     | 2      |
| 2002-2003          | Cagliari           | B                  | 26         | 1          | CI              | 3               | 0               | -                  | -                  | -                  | -           | -           | -           | 29     | 1      |
| 2003-gen. 2004     | Como               | B                  | 10         | 1          | CI              | ?               | ?               | -                  | -                  | -                  | -           | -           | -           | 10     | 1      |
| gen.-giu. 2004     | Cagliari           | B                  | 19         | 2          | CI              | -               | -               | -                  | -                  | -                  | -           | -           | -           | 19     | 2      |
| 2004-2005          | Cagliari           | A                  | 30         | 4          | CI              | 5               | 0               | -                  | -                  | -                  | -           | -           | -           | 35     | 4      |
| 2005-2006          | Cagliari           | A                  | 28         | 2          | CI              | 3               | 1               | -                  | -                  | -                  | -           | -           | -           | 31     | 3      |
| Totale Cagliari    | Totale Cagliari    | Totale Cagliari    | 161        | 11         |                 | 11              | 1               |                    | -                  | -                  |             | -           | -           | 172    | 12     |
| 2006-2007          | Atalanta           | A                  | 5          | 0          | CI              | 0               | 0               | -                  | -                  | -                  | -           | -           | -           | 5      | 0      |
| apr.-giu.2008      | River Plate        | PD                 | 2          | 0          | -               | -               | -               | -                  | -                  | -                  | -           | -           | -           | 2      | 0      |
| 2008-2009          | River Plate        | PD                 | 8          | 0          | -               | -               | -               | -                  | -                  | -                  | -           | -           | -           | 8      | 0      |
| Totale River Plate | Totale River Plate | Totale River Plate | 10         | 0          |                 | -               | -               |                    | -                  | -                  |             | -           | -           | 10     | 0      |
| Totale carriera    | Totale carriera    | Totale carriera    | 297        | 23         |                 | 11              | 1               |                    | -                  | -                  |             | -           | -           | 308    | 24     |

### Cronologia presenze e reti in nazionale
| Cronologia completa delle presenze e delle reti in nazionale ― Uruguay | Cronologia completa delle presenze e delle reti in nazionale ― Uruguay | Cronologia completa delle presenze e delle reti in nazionale ― Uruguay | Cronologia completa delle presenze e delle reti in nazionale ― Uruguay | Cronologia completa delle presenze e delle reti in nazionale ― Uruguay | Cronologia completa delle presenze e delle reti in nazionale ― Uruguay | Cronologia completa delle presenze e delle reti in nazionale ― Uruguay | Cronologia completa delle presenze e delle reti in nazionale ― Uruguay |
| Data                                                                   | Città                                                                  | In casa                                                                | Risultato                                                              | Ospiti                                                                 | Competizione                                                           | Reti                                                                   | Note                                                                   |
| ---------------------------------------------------------------------- | ---------------------------------------------------------------------- | ---------------------------------------------------------------------- | ---------------------------------------------------------------------- | ---------------------------------------------------------------------- | ---------------------------------------------------------------------- | ---------------------------------------------------------------------- | ---------------------------------------------------------------------- |
| 19-10-1994                                                             | Lima                                                                   | Perù                                                                   | 0 – 1                                                                  | Uruguay                                                                | Coppa Parra del Riego                                                  | -                                                                      |                                                                        |
| 1-2-1995                                                               | San Diego                                                              | Messico                                                                | 1 – 0                                                                  | Uruguay                                                                | Amichevole                                                             | -                                                                      |                                                                        |
| 22-3-1995                                                              | Medellín                                                               | Colombia                                                               | 2 – 1                                                                  | Portogallo                                                             | Amichevole                                                             | -                                                                      |                                                                        |
| 25-3-1995                                                              | Dallas                                                                 | Stati Uniti                                                            | 2 – 2                                                                  | Uruguay                                                                | Amichevole                                                             | -                                                                      | 64’                                                                    |
| 31-3-1995                                                              | Belgrado                                                               | Jugoslavia                                                             | 1 – 0                                                                  | Uruguay                                                                | Amichevole                                                             | -                                                                      | 27’                                                                    |
| 5-4-1995                                                               | Montevideo                                                             | Uruguay                                                                | 1 – 0                                                                  | Perù                                                                   | Amichevole                                                             | -                                                                      |                                                                        |
| 25-6-1995                                                              | Paysandú                                                               | Uruguay                                                                | 7 – 0                                                                  | Nuova Zelanda                                                          | Amichevole                                                             | 1                                                                      | 46’                                                                    |
| 28-6-1995                                                              | Rivera                                                                 | Uruguay                                                                | 2 – 2                                                                  | Nuova Zelanda                                                          | Amichevole                                                             | -                                                                      | 55’                                                                    |
| 13-7-1995                                                              | Montevideo                                                             | Uruguay                                                                | 1 – 1                                                                  | Messico                                                                | Coppa America 1995 - 1º turno                                          | -                                                                      | 66’                                                                    |
| 16-7-1995                                                              | Montevideo                                                             | Uruguay                                                                | 2 – 1                                                                  | Bolivia                                                                | Coppa America 1995 - Quarti di finale                                  | -                                                                      | 71’                                                                    |
| 19-7-1995                                                              | Montevideo                                                             | Uruguay                                                                | 2 – 0                                                                  | Colombia                                                               | Coppa America 1995 - Semifinale                                        | -                                                                      | 79’                                                                    |
| 11-10-1995                                                             | Salvador                                                               | Brasile                                                                | 2 – 0                                                                  | Uruguay                                                                | Amichevole                                                             | -                                                                      | 75’                                                                    |
| 24-4-1996                                                              | Caracas                                                                | Venezuela                                                              | 0 – 2                                                                  | Uruguay                                                                | Qual. Mondiali 1998                                                    | -                                                                      | 89’                                                                    |
| 15-12-1996                                                             | Montevideo                                                             | Uruguay                                                                | 2 – 0                                                                  | Perù                                                                   | Qual. Mondiali 1998                                                    | -                                                                      | 85’                                                                    |
| 12-1-1997                                                              | Montevideo                                                             | Uruguay                                                                | 0 – 0                                                                  | Argentina                                                              | Qual. Mondiali 1998                                                    | -                                                                      |                                                                        |
| 12-2-1997                                                              | Quito                                                                  | Ecuador                                                                | 4 – 0                                                                  | Uruguay                                                                | Qual. Mondiali 1998                                                    | -                                                                      | 90’                                                                    |
| 8-6-1997                                                               | Montevideo                                                             | Uruguay                                                                | 1 – 1                                                                  | Colombia                                                               | Qual. Mondiali 1998                                                    | -                                                                      | 60’                                                                    |
| 12-6-1997                                                              | Montevideo                                                             | Uruguay                                                                | 0 – 1                                                                  | Perù                                                                   | Coppa America 1997 - 1º turno                                          | -                                                                      |                                                                        |
| 18-6-1997                                                              | La Paz                                                                 | Bolivia                                                                | 1 – 0                                                                  | Uruguay                                                                | Coppa America 1997 - 1º turno                                          | -                                                                      | 77’                                                                    |
| 20-8-2003                                                              | Firenze                                                                | Uruguay                                                                | 2 – 3                                                                  | Argentina                                                              | Amichevole                                                             | -                                                                      | 37’                                                                    |
| 7-9-2003                                                               | Montevideo                                                             | Uruguay                                                                | 5 – 0                                                                  | Bolivia                                                                | Qual. Mondiali 2006                                                    | 1                                                                      | 70’                                                                    |
| 10-9-2003                                                              | Asunción                                                               | Paraguay                                                               | 4 – 1                                                                  | Uruguay                                                                | Qual. Mondiali 2006                                                    | -                                                                      | 33’                                                                    |
| 19-11-2003                                                             | Curitiba                                                               | Brasile                                                                | 3 – 3                                                                  | Uruguay                                                                | Qual. Mondiali 2006                                                    | -                                                                      | 32’ 36’                                                                |
| Totale                                                                 |                                                                        | Presenze                                                               | 23                                                                     |                                                                        | Reti                                                                   | 2                                                                      |                                                                        |

## Palmarès

### Nazionale
- Coppa America: 1

1995